# مجتبی توانگر
مجتبی توانگر سیاستمدار اصولگرای ایرانی است که معاون مالی، حقوقی و مجلس وزارت نیرو از ۱۰ شهریور ۱۴۰۳ است. وی توانست در یازدهمین انتخابات مجلس شورای اسلامی با کسب ۷۸۹ هزار و ۹۱۳ رأی، به عنوان نفر یازدهم از حوزه انتخابیه تهران، ری، شمیرانات، اسلامشهر و پردیس از استان تهران انتخاب گردد.
وی در مجلس یازدهم عضو کمیسیون اقتصادی مجلس بوده و با رأی نمایندگان مجلس به عنوان عضو ناظر در شورای عالی بورس، عضو ناظر در شورای عالی اقتصاد و عضو ناظر بر شورای راهبری فناوری‌ها و تولیدات دانش‌بنیان انتخاب شد.
وی در انتخابات مجلس دوازدهم در تهران شکست خورد و در میان ۶۰ نفر اول نیز نبود.
و معاون مالی، حقوقی و مجلس وزارت نیرو در دولت چهاردهم است

## سوابق

### سوابق اقتصادی
- عضو شورای عالی سیاست‌های کلی اصل ۴۴ قانون اساسی[۷]
- عضو کمیته حمایت از کسب‌وکار شورای گفتگوی اصل ۴۴ قانون اساسی[۸]

### سوابق پارلمانی
- رئیس کمیته دانش‌بنیان و اقتصاد دیجیتال مجلس یازدهم[۹]
- رئیس کمیته اقتصاد انرژی مجلس یازدهم[۱۰]
- رئیس کمیته ادغام بانک‌های موسسات مالی-اعتباری و بانک‌های نیروهای مسلح در بانک سپه[۱۱]
- رئیس کمیته بررسی لایحه ساماندهی و نظارت بر تجارت مرزی (کولبری و ملوانی) و ایجاد اشتغال پایدار مرزنشینان
- رئسی کمیته تحقیق و تفحص از پتروشیمی باختر[۱۲]

### سوابق علمی
- عضو هیئت امنای صندوق نوآوری و شکوفایی[۱۳]
- رئیس مرکز رسانه و نشر علمی دانشگاه آزاد اسلامی[۱۴]
- بیش از ۱۰ سال پژوهشگر ارشد در مرکز پژوهش‌های مجلس شورای اسلامی

### سوابق رسانه‌ای
- عضو هیئت مدیره خبرگزاری خانه ملت[۱۵]
- رئیس شورای سیاستگذاری باشگاه خبرنگاران دانشجویی ایران
- رئیس شورای سیاستگذاری خبرگزاری آنا
- معاون بسیج دانشجویی واحد تهران مرکز

## فعالیت‌ها

### پیشنهاد تأسیس صندوق جبران خسارت فیلترینگ
توانگر به عنوان رئیس کمیته اقتصاد دیجیتال مجلس، طی نامه ای از رئیس‌جمهور سید ابراهیم رئیسی با
تأکید بر لزوم بازگرداندن اینترنت به شرایط عادی و فراهم کردن دسترسی مردم به اینترنت آزاد خواستار رفع فیلتر شبکه‌های اجتماعی (اینستاگرام، تلگرام و واتساپ) و همچنین با استناد به ماده ۷۸ باب پنجم قانون تجارت الکترونیکی، خواستار راه‌اندازی صندوق جبران خسارت فیلترینگ در کشور شد؛ به همین دلیل، وی مورد انتقاد گروه موسوم به گروه موسوم به جبهه انقلاب اسلامی و روح‌الله مومن‌نسب قرار گرفت.

### انتقاد از رفتار سیاسی جبهه پایداری
وی در چند مقطع در مصاحبه‌ها و نامه‌نگاری‌های خود، حزب پایداری را متهم به رفتار سیاسی در برابر قانون عفاف و حجاب کرد و از مرتضی آقاتهرانی دبیرکل سابق این حزب این سؤال را مطرح کرد که در در ۱۲ سال نمایندگی و ۷ سال ریاست کمیسیون فرهنگی برای عفاف و حجاب چه کرده است. وی همچنین در نامه دیگری خطاب به صادق محصولی دبیرکل جبهه پایداری نوشت: از آقای پژمان‌فر (رئیس کمیسیون اصل نود مجلس) بخواهید دربارهٔ خودرو شفاف‌سازی کند!

### پپش بینی دلار ۲۵هزارتومانی
توانگر در جریان بحران ارزی سال ۹۷ با انتشار یادداشتی، نسبت به تبعات افزایش ۳۰۰ درصدی حجم نقدینگی در دولت یازدهم و دوازدهم از احتمال وقوع یک شوک ارزی و تثبیت قیمت دلار در ۲۵ هزار تومان در مرداد سال ۱۴۰۰ خبر داده است.

### انتقاد از بی‌قانونی موسوی
در جریان اعتراضات خیابانی پس از انتخابات ریاست جمهوری سال ۱۳۸۸ و هنگامی که او مسئولیت شاخه جوانان و دانشجویان جمعیت ایثارگران را برعهده داشت، یک نسخه از قانون اساسی را به مناسبت فرارسیدن ۱۲ آذرماه سالروز تصویب قانون اساسی، تحویل دفتر میرحسین موسوی در فرهنگستان هنر کرد. مجتبی توانگر هدف از این اقدام را پاسخ به عملکرد غیرقانونی و بی‌اعتنایی‌های میرحسین موسوی به اصول بدیهی قانون اساسی، عنوان کرد.